# پرندگان خشمگین برو!
«پرندگان خشمگین برو!» (انگلیسی: Angry Birds Go!) یک بازی ویدئویی در سبک بازی ویدئویی مسابقه‌ای است که توسط راویو اینترتینمنت و در سال ۲۰۱۳ و در پلتفرم‌های ویندوز فون و اندروید منتشر شده‌است.
از زمان انتشار تا نوامبر ۲۰۱۴، این بازی در مجموع بیش از ۱۰۰ میلیون بار دانلود شده است. در سال ٢٠١٨ دریافت به روز رسانی برای این بازی از سمت شرکت راویو قطع شد. از دسامبر ٢٠١٩ نیز این بازی از فروشگاه اپ استور و گوگل پلی بی صدا حذف شد. 